# Miodineutes
Miodineutes là một chi bọ cánh cứng trong họ Gyrinidae.
Chi này được miêu tả khoa học năm 1927 bởi Hatch.

## Các loài
Chi này gồm các loài:
- Miodineutes heeri Hatch, 1927
- Miodineutes insignis (Heer, 1862)
- Miodineutes oeningenensis Hatch, 1927